# 狭叶瘤果茶
狭叶瘤果茶（学名：Camellia neriifolia）为山茶科山茶属的植物。分布于中国大陆的贵州等地，生长于海拔1,100米至1,200米的地区，常生于山地杂木林。